# Лемиць
Лемиць (пол. Lemic) — гірський потік в Україні, у Городенківському районі Івано-Франківської області у Галичині. Права притока Дністра, (басейн Чорного моря).

## Опис
Довжина потоку 8 км, висота витоку 230 м над рівнем моря, висота гирла 150 м над рівнем моря, відстань між витоком і гирлом — 5,49  км, коефіцієнт звивистості потоку — 1,46 . Формується потоками. Потік протікає у Східних Карпатах.

## Розташування
Бере початок на північно-східній частині села Серафинці у місці злиття річок Гуркало та Чорнової. Тече переважно на північний схід через Стрільче і у Городниці впадає у річку Дністер.
Населені пункти вздовж берегової смуги: Пробабин.

## Притоки
- Чорнова (ліва), Гуркало (права).

## Цікавий факт
- У кінці XIX століття на потоку існувавло 8 водяних млинів[2].
- Потік впадає у Дністер на території Дністровського каньйону.